# Gurcy-le-Châtel
Gurcy-le-Châtel è un comune francese di 555 abitanti situato nel dipartimento di Senna e Marna nella regione dell'Île-de-France.

## Società

### Evoluzione demografica
Abitanti censiti